# Liste der Monuments historiques in Brion (Vienne)
Die Liste der Monuments historiques in Brion (Vienne) führt die Monuments historiques in der französischen Gemeinde Brion auf.

## Liste der Objekte
| Bezeichnung                        | Beschreibung           | Standort                       | Kennzeichnung | Schutzstatus | Datum | Bild |
| ---------------------------------- | ---------------------- | ------------------------------ | ------------- | ------------ | ----- | ---- |
| Prozessionsfahne                   | Stoff, 19. Jahrhundert | in der Kirche St-Martin (Lage) | PM86001696    | Inscrit      | 2006  |      |
| Grabplatte für Charlotte Boipaille | Stein, 1606            | in der Kirche St-Martin (Lage) | PM86001119    | Inscrit      | 2003  |      |